# Rejon Naryn
Rejon Naryn (kirg. Нарын району; ros. Нарынский район) – rejon w Kirgistanie w obwodzie naryńskim. W 2009 roku liczył 44 080 mieszkańców (z czego 51,4% stanowili mężczyźni) i obejmował 8243 gospodarstw domowych. Siedzibą administracyjną rejonu jest Naryn.